# Жовнинська волость
Жовнинська волость — адміністративно-територіальна одиниця Золотоніського повіту Полтавської губернії з центром у містечку Жовнин.
Станом на 1885 рік складалася з 2 поселень, 11 сільських громад. Населення — 8045 осіб (3909 чоловічої статі та 4136 — жіночої), 1062 дворових господарств.
|                     | Площа, десятин | У тому числі орної, дес. |
| ------------------- | -------------- | ------------------------ |
| Сільських громад    | 7007           | 5868                     |
| Приватної власності | 3257           | 1903                     |
| Казенної власності  | —              | —                        |
| Іншої власності     | 30             | 26                       |
| Загалом             | 10294          | 7797                     |

Найбільші поселення волості станом на 1885:
- Жовнин — колишнє державне та власницьке містечко при річці Сула за 64 верст від повітового міста, 4522 особи, 643 двори, православна церква, поштова станція, 5 постоялих будинків, 6 лавок, 2 водяних і 55 вітряних млинів, селітряний завод, базари по четвергах та 4 ярмарки на рік.
- Кліщинець (Кліщинці) — колишнє державне та власницьке село при річці Сула, 1709 осіб, 226 дворів, православна церква, 2 постоялих будинки, лавка, водяний і вітряний млини.
- Матвіївка — колишнє державне та власницьке село при річці Сула, 1451 особа, 193 двори, православна церква, постоялий будинок, лавка, базари по вівторках, 30 вітряних млинів.